# Thủy ngân(II) sulfide
Thủy ngân(II) sulfide là một hợp chất hóa học của hai nguyên tố hóa học là thủy ngân và lưu huỳnh. Nó có công thức hóa học HgS. Đây là một chất độc do có chứa thủy ngân, tương tự như hầu hết các họp chất thủy ngân khác. Muối này hầu như không hòa tan trong nước.

## Thù hình tự nhiên
Trong tự nhiên, nó có hai dạng thù hình, được dễ dàng nhận ra nhờ màu sắc khác nhau:
- Loại quặng màu đỏ son, gọi là chu sa (cinnabarit, α-HgS, trigonal , hP6, P3221), là dạng phổ biến nhất trong tự nhiên. Chất màu đỏ son trước đây được làm từ nó.
- Loại quặng màu đen (metacinnabarit, β-HgS) ít phổ biến hơn. Nó có cấu trúc tinh thể tương tự như kẽm (T2d-F43m).

## Điều chế
Dạng tổng hợp của thủy ngân(II) sulfide được sản xuất bằng cách xử lý các muối của thủy ngân(II) với hydro sulfide (H2S) để làm lắng đọng metacinnabarit tổng hợp màu đen, sau đó được đun nóng trong nước. Sự chuyển hóa này được xúc tác bằng sự có mặt của natri sulfide (Na2S).

## Tính chất
- Dạng thù hình cinnabarit màu đỏ son của HgS, α-HgS, có tính chất cho ánh sáng truyền qua. Điều này là do các cấu trúc xoắn của các phân tử HgS trong tinh thể cinnabarit.[6]

- Về mặt hóa học, β-HgS không phản ứng với tất cả trừ acid đặc.

Dạng thù hình α-HgS màu đỏ son của thủy ngân(II) sulfide có thể chuyển đổi thành dạng β-HgS màu đen β-HgS is unreactive to all but concentrated acids. với sự gia nhiệt nhẹ của bùn, và chất xúc tác cho sự chuyển đổi là hỗn hợp dung dịch acid acetic và thủy ngân(II) acetat

## Ứng dụng
α-HgS được sử dụng như một sắc tố đỏ trong màu nhuộm, được gọi là màu đỏ son. Xu hướng của màu đỏ son trở nên tối hơn được cho là sự chuyển đổi từ α-HgS màu đỏ sang β-HgS màu đen. Tuy nhiên, β-HgS không được phát hiện tại các cuộc khai quật ở Pompeii, nơi ban đầu các bức tường màu đỏ sẫm lại, và được cho là do sự hình thành các dạng tinh thể của hợp chất HgCl (ví dụ, corderoit , calomel và terlinguaite ) và calci sunfat, thạch cao.
Vì tế bào thủy ngân được sử dụng trong ngành công nghiệp chlor-kiềm (quá trình Castner-Kellner) đang bị loại bỏ dần do lo ngại về phát thải thủy ngân, thủy ngân kim loại từ các thiết bị này được chuyển thành thủy ngân sulfide để lưu trữ dưới lòng đất.
Thủy ngân có thể được sản xuất từ quặng cinnabarit bằng phản ứng phân hủy thủy ngân(II) sulfide và ngưng tụ hơi thủy ngân, sản phẩm phụ là lưu huỳnh:
{\displaystyle {\mathsf {HgS\ \xrightarrow {t^{o}} \ Hg+S}}}

## Các hợp chất liên quan
- Thủy ngân(II) selenide
- Thủy ngân(II) teluride